# Marie-Thérèse Humbert
Marie-Thérèse Humbert (* 17. Juli 1940 in Quatre Bornes) ist eine mauritische Schriftstellerin.
1968 ging sie nach Frankreich und studierte an der Sorbonne und an der University of Cambridge.
Sie war eine Kandidatin der Sozialistischen Partei für das Département Indre und für Saint-Julien-de-Vouvantes.

## Werke (Auswahl)

### Romane
- À l'autre bout de moi (1979), Grand prix des lectrices de Elle
- Le Volkameria (1984)
- Une robe d'écume et de vent (1989)
- Un fils d'orage (1992), Prix Terre de France
- La montagne des signaux (1994)
- Le chant du seringat la nuit (1997)
- Amy (1998)
- Comme un voile d'ombres (2000)

### Kurze Geschichten
- "En guise de préface": Maurice, le tour de l'île en quatre-vingts lieux (1994)
- "Parole de femme": Au tour des femmes (1995)
- "De la lumière, de l'amour et du silence", "Le tout ainsi, en vrac", "Clopin-clopant" : Raymonde Vincent, 1908-1985, hommages (1995)
- "Adeline" in Tombeau du cœur de François II (1997)
- "La véritable histoire de notre mère Eve au Jardin d'Eden" : Elles, Histoires de femmes (1999)
- "Les galants de Lydie": Une enfance outremer (2001)
- "Fraternité ; hommage au poète Édouard Maunick": Riveneuve Continents, Invierno 2009–2010